# Nicky Gooch
Nicky Gooch, właśc. Nicholas John Gooch (ur. 30 stycznia 1973 w Roehampton) – brytyjski łyżwiarz szybki specjalizujący się w short tracku, brązowy medalista olimpijski, dwukrotny medalista mistrzostw świata, multimedalista mistrzostw Europy, trener.
Czterokrotnie uczestniczył w zimowych igrzyskach olimpijskich. Podczas igrzysk olimpijskich w Albertville w 1992 roku zajął 26. miejsce w biegu na 1000 m i 6. w sztafecie. Na igrzyskach w Lillehammer zdobył brązowy medal olimpijski w biegu na 500 m i zajął siódme miejsce w biegu na 1000 m. W tej drugiej konkurencji był blisko zdobycia srebrnego medalu olimpijskiego, jednak został zdyskwalifikowany za kontakt z Derrickiem Campbellem podczas biegu finałowego. Mimo to, zdobyty przez zawodnika brązowy medal był pierwszym w historii wywalczonym dla Wielkiej Brytanii medalem olimpijskim w konkurencji łyżwiarstwa szybkiego. W Lillehammer pełnił rolę chorążego reprezentacji Wielkiej Brytanii podczas ceremonii zamknięcia. 
Na igrzyskach w Nagano wystąpił w trzech konkurencjach – zajął 29. miejsce w biegu na 500 m, był 22. w biegu na 1000 m i 7. w sztafecie. Ostatnim występem olimpijskim Goocha były igrzyska w Salt Lake City w 2002 roku, podczas których zajął 17. miejsce w biegu na 1500 m i 27. w biegu na 1000 m.
W latach 1990–2002 wielokrotnie startował w mistrzostwach świata i Europy. Zdobył dwa medale mistrzostw świata – brązowy w sztafecie w 1991 roku i srebrny w biegu na 1500 m w 1996 roku. W mistrzostwach Europy wywalczył łącznie dwanaście medali – trzy złote, pięć srebrnych i cztery brązowe. Ośmiokrotnie został również mistrzem Wielkiej Brytanii.
Po zakończeniu kariery zawodniczej został trenerem, pełnił m.in. funkcję asystenta głównego trenera brytyjskiej reprezentacji w short tracku.